# Palača miru in sprave
Palača miru in sprave (kazaško Бейбітшілік пен келісім сарайы, Beibıtşılık pen kelısım saraiy), prevedena tudi kot Piramida miru in soglasja, je 62 metrov visoka piramida v Astani, glavnem mestu Kazahstana, od leta 2019 služi kot nekonfesionalno nacionalno duhovno središče in prizorišče dogodkov. Palača, ki jo je zasnoval arhitekturni biro Foster and Partners in nadgrajena s sodobnim vitražem arhitekturnega umetnika Briana Clarkea, je bila zgrajena za trienalne kongresa voditeljev svetovnih in tradicionalnih religij in dokončana leta 2006.

## Zgodovina
Projekt, ki ga je zgradilo podjetje Sembol Construction in je stalo 8,74 milijarde kazahstanskih tenge (približno 58 milijonov dolarjev), je bil zasnovan kot stalno prizorišče kongresa voditeljev svetovnih in tradicionalnih religij, ki se sestaja vsake tri leta v namensko zgrajeni konferenčni dvorani na vrhu piramide. Leta 2011 in 2013 je v palači potekal mednarodni festival akcijskega filma Astana.

## Struktura
Piramidalni del stavbe je visok 62 metrov in stoji na 15 metrov visokem bloku, pokritem z zemljo. Vsa ta konstrukcija je nad tlemi. Čeprav se krajinska zasnova predsedniškega parka dviga, da pokrije spodnje nivoje, to v resnici niso kleti.
Struktura je sestavljena iz petih nadstropij trikotnikov, od katerih je vsak dolg 12 m. Spodnji del, sestavljen iz treh nadstropij trikotnikov, je oblečen v bled granit. Zgornji dve vrsti trikotnikov, štirje trikotniki na stran, sta oblečeni v 9700 kvadratnih čevljev sodobnega vitraža, umetniško delo arhitekturnega umetnika Briana Clarka, ki tvori glazirano konico, in vključuje sitotiskane podobe s keramično glazuro golobov v letu, kot tudi osemindvajset vitražev v obliki diamanta na štirih straneh spodnjega nadstropja stavbe, ki skupno meri 1076 kvadratnih čevljev.
Konstrukcija je iz jeklenega ogrodja za piramidno strukturo in betona za spodnje nivoje. Inženirji so morali zasnovati zgradbo, ki je vzdržala širjenje in krčenje zaradi temperaturnih nihanj nad 80 °C, od -40 do več kot 40 °C – kar je povzročilo razširitev zgradbe do 30 cm. Zaradi ekstremnega podnebja v mestu so inženirji fiksirali en vogal piramide in postavili tri druge vogale na mostne ležaje, kar je običajna tehnika za gradnjo mostov, vendar prvič uporabljena v stavbi.
Piramida vsebuje namestitve za različne religije, vključno judovstvo, islam, krščanstvo, budizem, hinduizem, daoizem in druge vere. V njej je tudi operna hiša s 1300 sedeži, nacionalni muzej kulture, nova univerza civilizacije, knjižnica in raziskovalni center za kazahstanske etnične in geografske skupine. Ta raznolikost je združena v čisti obliki piramide, visoke 62 m z osnovo 62 x 62 m. Stavba je zasnovana kot globalno središče verskega razumevanja, odrekanja nasilju ter promocije vere in enakopravnosti ljudi.
Piramida miru izraža duh Kazahstana, kjer kulture, tradicije in predstavniki različnih narodnosti sobivajo v miru, harmoniji in soglasju. Kopana v zlatem in bledo modrem sijaju vitražev (barve, vzete iz kazahstanske zastave), se 200 delegatov iz glavnih svetovnih verstev in veroizpovedi vsaka tri leta sestane v krožni dvorani, ki temelji na sejni sobi Varnostnega sveta Združenih narodov v New Yorku.
Stavbo so zasnovali britanski arhitekti Foster in partnerji (glavni projekt). Turško arhitekturno podjetje Tabanlıoğlu Architects je pripravilo pakete informacij o gradnji za Fosterjev dizajn; inženirji Buro Happold so prevzeli vodilno konstrukcijsko in storitveno načrtovanje. Fosterjevo ekipo so vodili arhitekti Nigel Dancey, Peter Ridley in Lee Hallman. Sembol Construction je sklenil pogodbo za načrtovanje in gradnjo in je bil na koncu odgovoren za končne podrobnosti in zaključke, od katerih so se nekateri precej razlikovali od namena Fosterja in Tabanlıoğluja (Tabanlioglu). Avditorij in opremo za predstave je zasnovala Anne Minors Performance Consultants, akustiko pa Sound Space Design.

## Galerija
- Palača na kazahstanski znamki iz leta 2005
- Rdeča preproga med mednarodnim festivalom akcijskega filma v Astani
- Pogled iz Palače miru in sprave
- Predsednikov park
- Piramida med ikoničnimi stavbami Astane na spominskem srebrnem kovancu za 500 tengov, posvečen 10. obletnici prestolnice Kazahstana